# Global Hunger Index

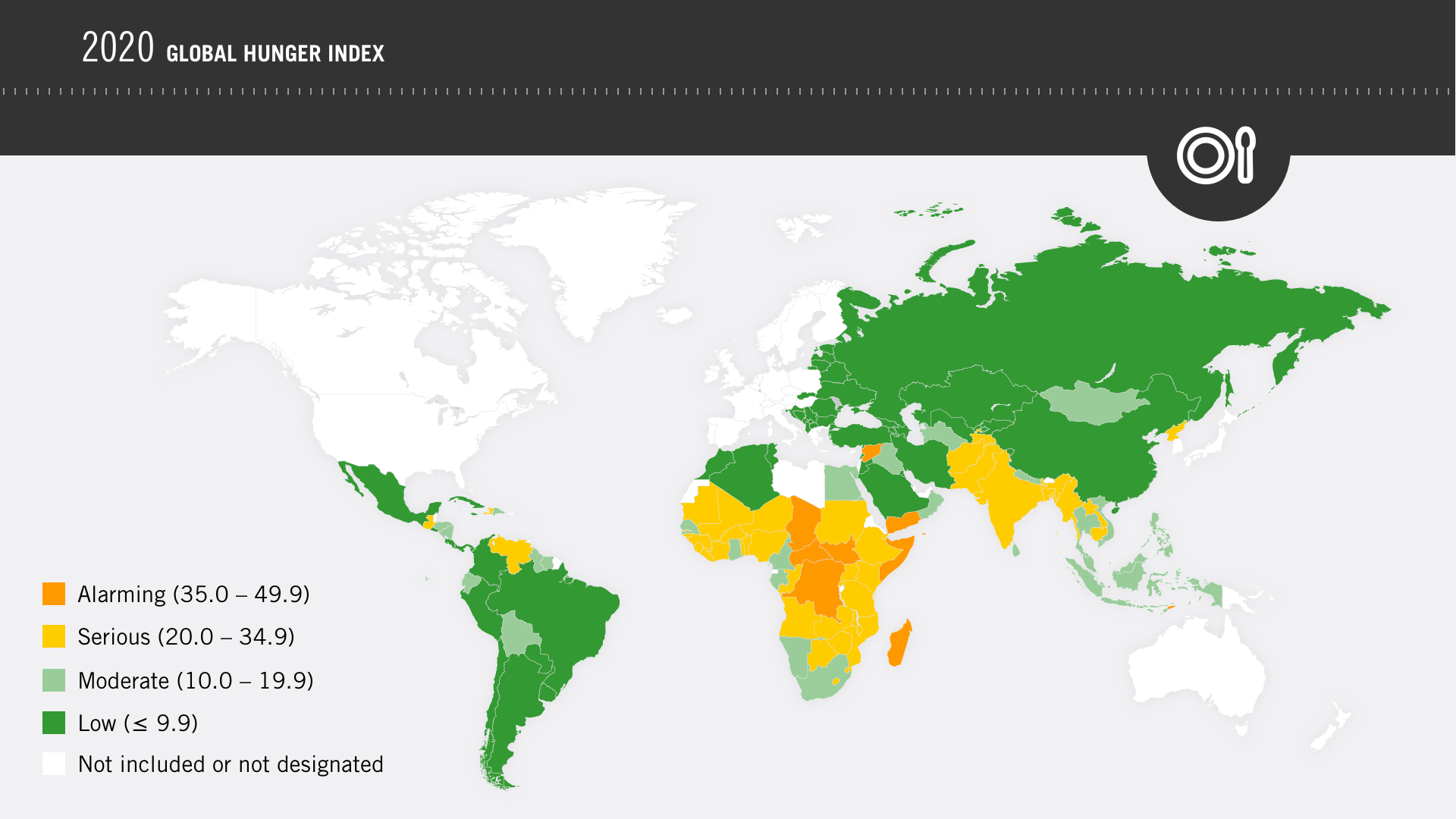
Global Hunger Index från 2020

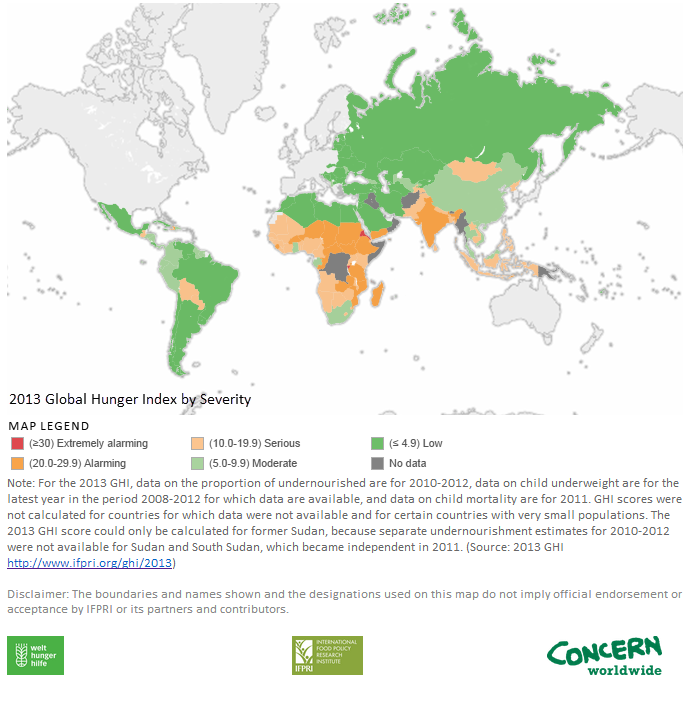
Global Hunger Index från 2013.

Global Hunger Index från 2009.

Global Hunger Index (GHI) är ett statistiskt verktyg för att bedöma svältsituationen i världens länder. GHI tas fram av International Food Policy Research Institute (IFPRI) och presenterades för första gången 2006. Indexet uppdateras en gång per år.
Enligt 2009 års rapport var situationen i 29 länder alarmerande eller extremt alarmerande, värst drabbade var Burundi, Tchad, Demokratiska republiken Kongo, Eritrea, Etiopien och Sierra Leone.